# Самородок (фильм)
«Самородок» (англ. The Natural) — кинофильм, спортивная драма режиссёра Барри Левинсона, вышедшая на экраны в 1984 году. Сценарий ленты написан по мотивам одноимённого романа Бернарда Маламуда. Первое появление на экране Роберта Редфорда после 4-летнего перерыва.

## Сюжет
Фильм рассказывает историю жизни Роя Хоббса (Роберт Редфорд) — бейсболиста, действие полностью вымышленной истории происходит в США в 1920—1930-е годы. Рой прирождённый питчер, но случилось так что он никогда не тренировался. В 19 лет талантливый новичок попытался пробиться в профессиональную бейсбольную команду, но таинственная попутчица в поезде (Барбара Херши) оказывается маньячкой-охотницей за спортсменами-звёздами, и Рой надолго выбывает из большого спорта.
Прошло пятнадцать лет. В 1939 году Рой делает вторую попытку попасть в состав команды «Нью-Йоркские Рыцари». Благодаря редким способностям, несмотря на возраст, он проходит в основной состав команды. «Рыцари» добиваются нескольких впечатляющих побед. Владелец «Рыцарей» (Роберт Проски), который заинтересован в проигрыше команды, подсылает Рою соблазнительницу (Ким Бейсингер), надеясь, что это отвлечёт самородка от игры, но бывшая детская подруга Роя (Гленн Клоуз) вовремя появляется, чтобы вернуть его в большой спорт. В итоге, благодаря Рою, «Рыцарям» удаётся выиграть важный матч.

## В ролях
- Роберт Редфорд — Рой Хоббс
- Роберт Дюваль — Макс Мерси
- Гленн Клоуз — Айрис
- Ким Бейсингер — Пэрис
- Уилфорд Бримли — Поуп Фишер
- Барбара Херши — Харриет Берд
- Роберт Проски — Джадж
- Ричард Фарнсуорт — Ред Блоу
- Джо Дон Бейкер — Уэммер
- Даррен Макгейвин — Гас Сэндс
- Майкл Мэдсен — Бамп Бэйли
- Джон Финнеган — Сэм Симпсон

## Награды и номинации
- 1985 — четыре номинации на премию «Оскар»: лучшая женская роль второго плана (Гленн Клоуз), лучшая операторская работа (Калеб Дешанель), лучшая оригинальная музыка (Рэнди Ньюман), лучшая работа художника и декоратора (Мел Бурн, Анджело Грэм, Брюс Вайнтрауб).
- 1985 — номинация на премию «Золотой глобус» за лучшую женскую роль второго плана (Ким Бейсингер).
- 1985 — номинация на премию Японской киноакадемии за лучший фильм на иностранном языке.
- 1985 — номинация на премию Гильдии сценаристов США за лучший адаптированный сценарий (Фил Дьюзенберри, Роджер Таун).